# Marituba
Marituba, amtlich portugiesisch Município de Marituba, ist eine Stadt im brasilianischen Bundesstaat Pará und gehört zur Metropolregion Belém. Die Bevölkerung wurde zum 1. Juli 2021 auf 135.812 Einwohner geschätzt, die Maritubenser genannt werden und auf einer Gemeindefläche von rund 103,2 km² leben. Haupterwerbszweige sind Landwirtschaft und Viehzucht.

## Namensherkunft
Der Ortsname Marituba stammt über die Tupí-Sprachen aus der indigenen Sprache Nheengatu, was „reichlicher Ort von Maris (oder Umaris)“ bedeutet. „Maris“ oder „Umaris“ ist ein Baum aus der Familie der Icacinaceae, „Tuba“ bedeutet „Ort der Fülle“.

## Geographie
Angrenzende Gemeinden sind Benevides, Acará, Belém und Ananindeua. Der Süden wird durch den Rio Guamá begrenzt, in den auch der Rio Acará mündet.

### Vegetation
Das Biom ist Amazonas-Regenwald, portugiesisch Amazônia.

### Klima
Die Gemeinde hat tropisches Klima, Am nach der Klimaklassifikation nach Köppen und Geiger. Die Durchschnittstemperatur ist 26,5 °C. Die durchschnittliche Niederschlagsmenge liegt bei 2624 mm im Jahr.

## Geschichte
Die Gemeinde erhielt am 22. September 1994 nach einer Volksabstimmung durch das Lei Estadual nº 5.857 Stadtrechte und wurde aus Benevides ausgegliedert.

## Kommunalpolitik
Bei der Kommunalwahl 2020 wurde Patricia Mendes, eigentlich Patricia Ronielly Ramos Alencar Mendes, von den Republicanos zur Stadtpräfektin für die Amtszeit von 2021 bis 2024 gewählt.

## Demografie

### Ethnische Zusammensetzung
Ethnische Gruppen nach der statistischen Einteilung des IBGE (Stand 2000 mit 74.429 Einwohnern, Stand 2010 mit 106.246 Einwohnern):
| Gruppe      | Anteil 2000 | Anteil 2010        | Anmerkung                        |
| ----------- | ----------- | ------------------ | -------------------------------- |
| Brancos     | 17.873      | ▲ 24.979 (23,08 %) | Weiße, Nachfahren von Europäern  |
| Pardos      | 53.356      | ▲ 74.229 (68,57 %) | Mischrassige, Mulatten, Mestizen |
| Pretos      | 3.223       | ▲ 8.506 (7,86 %)   | Schwarze                         |
| Amarelos    | 169         | ▲ 461 (0,43 %)     | Asiaten                          |
| Indígenas   | 194         | ▼ 71 (0,07 %)      | indigene Bevölkerung             |
| ohne Angabe | 613         | –                  |                                  |

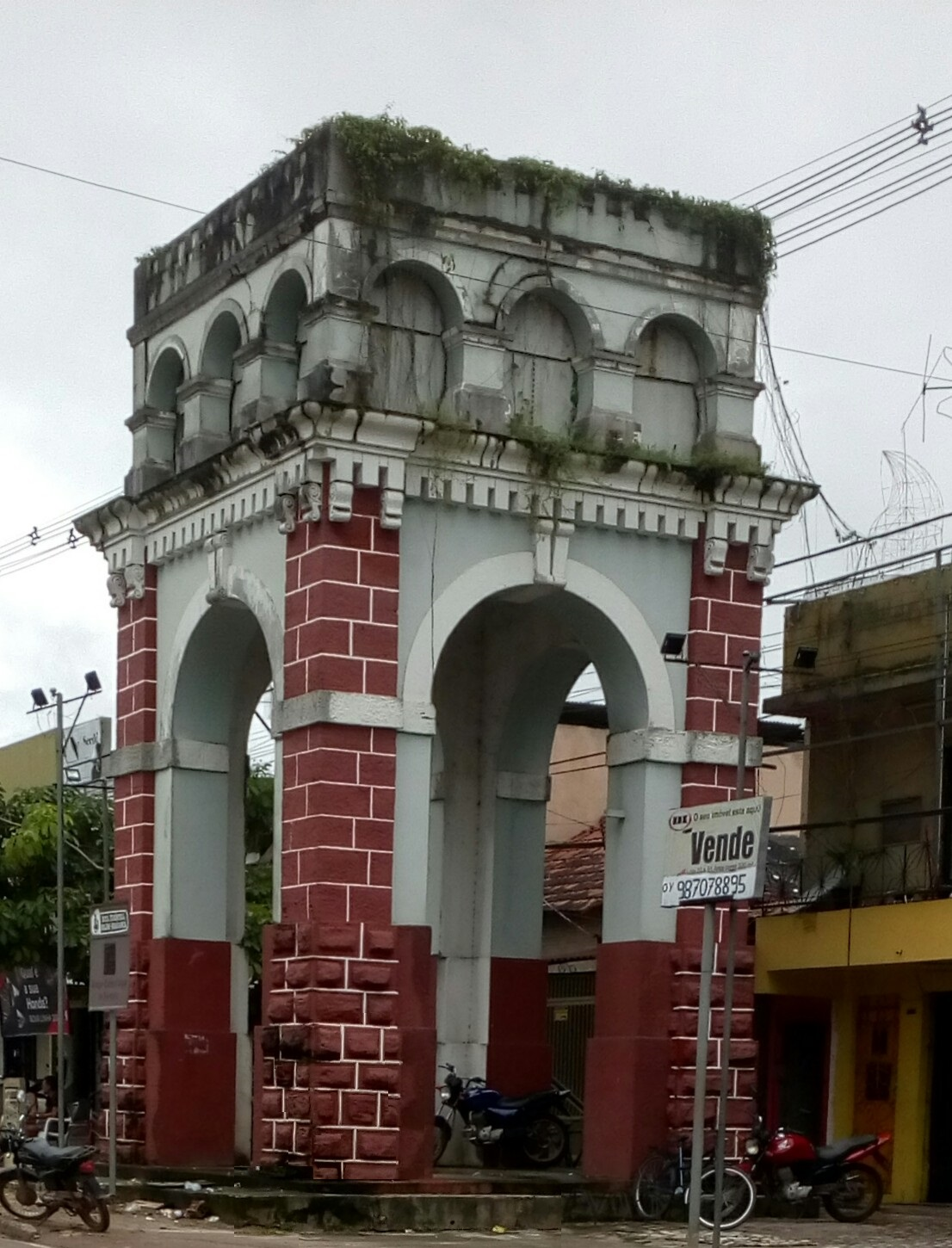
Wasserturm der ehemaligen Estrada de Ferro de Bragança
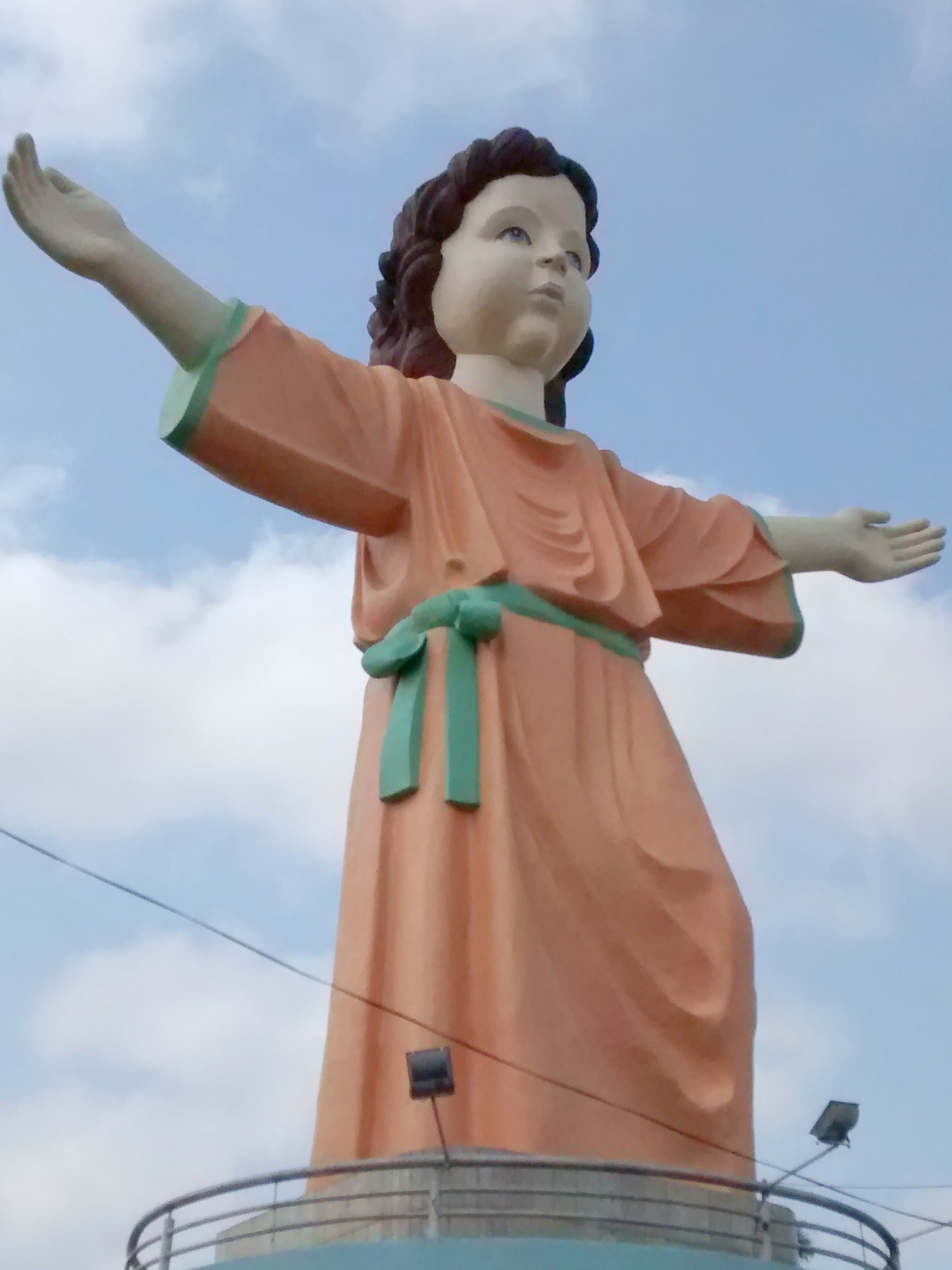
Statue des Kleinen Jesus (menino Jesus)